# Benthoxystus petterdi
Benthoxystus petterdi is een slakkensoort uit de familie van de Muricidae. De wetenschappelijke naam van de soort is voor het eerst geldig gepubliceerd in 1870 door Brazier in Crosse.